# Vrbanic park

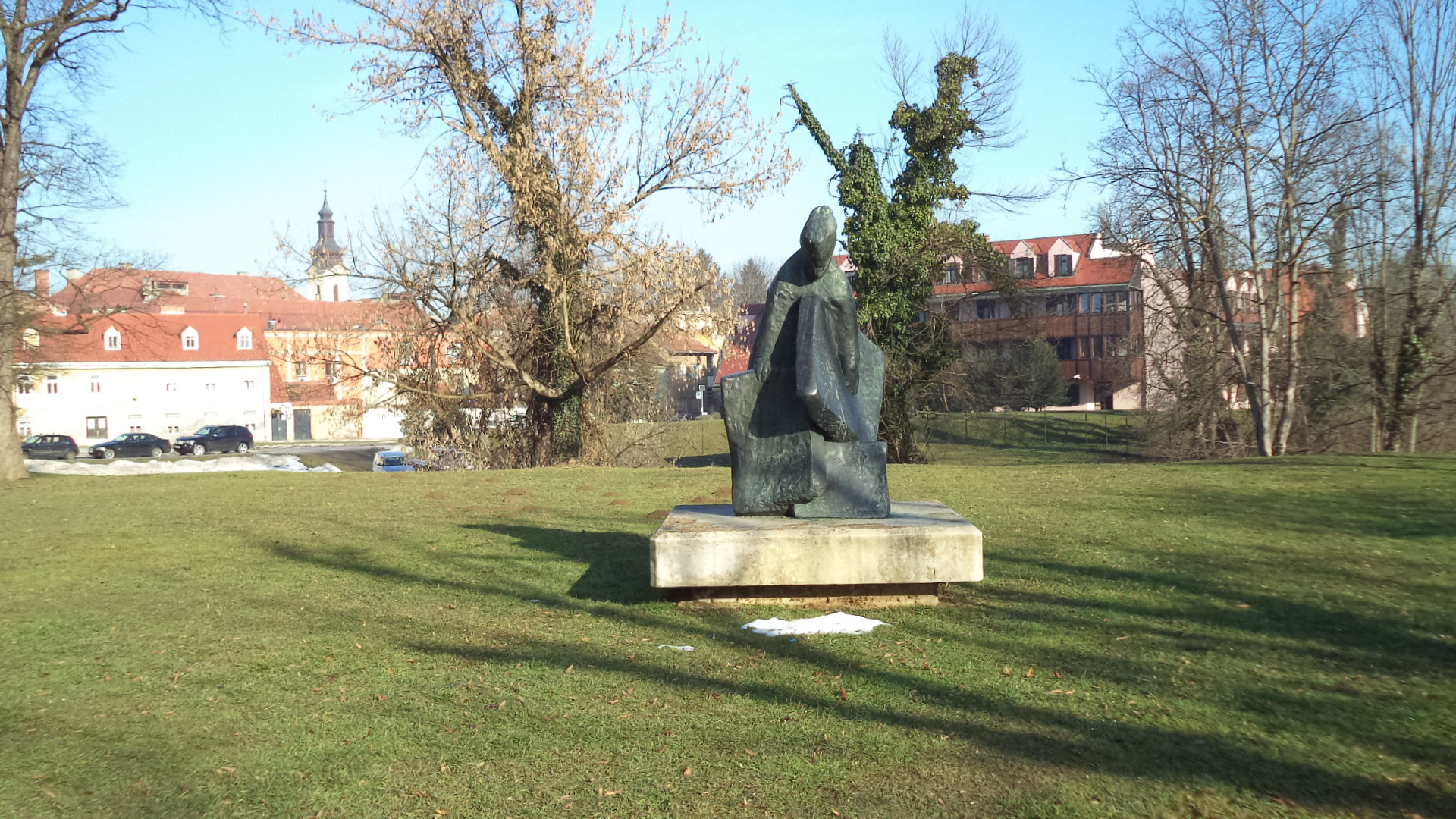
Een sculptuur in het park

Vrbanic park is een park in de Kroatische stad Karlovac. Het wordt omwille van het landschapsontwerp gezien als het meest waardevolle park van de stad. Het park is gelegen in het recreatieve gedeelte van Karlovac, op de linkeroever van de rivier Korana.
Het initiatief voor de inrichting van dit park kwam van Josip Vrbanic, de toenmalige burgemeester van Karlovac. In de eerste plannen zou het park een kleine botanische tuin worden. Er werden zowel zaailingen uit de omgeving als uit het Oostenrijkse Wenen en Italiaanse Triëst aangeplant. In 1896 werd het park voor het publiek geopend.
Het park bestaat uit drie delen. Dit zijn een Engelse tuin, een Franse tuin, en een gedeelte met sparren. In het park staan sinds 1967 een aantal sculpturen. Het wordt wel eens een mini Middelheimmuseum genoemd. Er is ook een kleine dierentuin, en pauwen lopen er vrij rond.